# Łowicz
Łowicz é um município da Polônia, na voivodia de Łódź e no condado de Łowicz. Estende-se por uma área de 23,42 km², com 28 704 habitantes, segundo os censos de 2017, com uma densidade de 1225,6  hab/km².